# Edmond Ronse
Edmond Emmanuel Paul Ronse, né à Gand le 15 mars 1889 et mort le Melsen le 3 juillet 1960, est un homme politique belge. Il fut un sénateur belge et ministre du Parti catholique et du CVP.

## Biographie
Edmond Ronse était le fils de Herman Ronse, le cofondateur du quotidien Het Volk, et de son épouse Ludovica Eugenia Van Bogaert (1859-1940).
Il obtint un doctorat en droit et une licence en sciences commerciales et coloniales à l'Université de Gand.
Marié à Madeleine Roegiers (1892-1949), il eut quinze enfants. Après le décès de sa première épouse en 1949, Edmond Ronse épousa en 1950, Marita Thomaes (Renaix, 1898 - Lophem, 1968), veuve de Joseph De Buysscher et fille d'Oscar Thomaes, industriel et homme politique à Renaix.
Il appartenait à l'aile ACW (Mouvement ouvrier chrétien) de son parti. De 1926 à 1958, il fut président de l'alliance ACW pour l'arrondissement de Gand-Eeklo. Il a également été cofondateur et directeur de De Volkshaard, société coopérative pour la construction de logements sociaux.
Il fut membre du conseil provincial de 1921 à 1939. Nommé député permanent de 1925 à 1936 et président du conseil provincial de 1936 à 1939. En 1939, il est élu sénateur catholique pour l'arrondissement de Gand-Eeklo, un mandat qu'il conserve jusqu'en 1958.
Après la Seconde Guerre mondiale, dans les gouvernements d'après-guerre, il devint, du 26 septembre 1944 au 2 août 1945, ministre de l'Intérieur sous Hubert Pierlot ainsi que ministre de l'Information dans le premier gouvernement d'Achille van Acker.
En 1946, il est élu conseiller communal et nommé bourgmestre de Melsen à partir de 1947, succédant à Arthur Van Iseghem. Il a occupé cette fonction jusqu'à son décès.
Une rue de Melsen porte son nom, la Burgemeester Edmond Ronsestraat.
Un fils du premier mariage d'Edmond Ronse était l'avocat Jan Ronse (Melsen 1921 - Gand 1988) qui fut également, dès 1960, professeur ordinaire de droit commercial à la KU Leuven, l'université catholique de Louvain.

## Publications
- Onze taalrechten in Kongo, dans Onze Kongo, Troisième livraison, 1912-1913.
- L'émigration saisonnière belge, Het Volk, Gand, 1913, XV et 257 pages avec 11 planches.
- De slag aan den IJzer, Paris, 1915.
- Handboek van den Belgischen vluchteling in Frankrijk, Paris, 1915.
- De algemeene oproep tot 's lands dienst en militievergoedingen, Paris, 1916.
- De herstelling van de oorlogsschade. Wettelijke Besluiten van 8 en 23 oktober, 11 en 12 november 1918, Gand-Paris, 1918.
- Les formes nouvelles de l'émigration belge, Louvain, 1921.
- De staatshervorming, Anvers, 1939.
- De wetten van buitengewone machten, 1940.
- Handboek der inkomstenbelastingen, Bruxelles, 1943.
- Het proces van Leopold III, Gand, 1945, paru également en français : Le procès de Léopold III, Gand, Imprimerie Het Volk, 1945, 117 pages.